# 東北本線優等列車沿革
東北本線優等列車沿革（とうほくほんせんゆうとうれっしゃえんかく）では、東北本線・常磐線を運行していた特急列車・急行列車などのうち、青函連絡船あるいは津軽海峡線を介して本州対北海道輸送に資していた東京 - 青森 - 北海道間輸送列車、東京対東北都市間輸送に資していた東京 - 東北都市間輸送列車の沿革を記載する。

## 本項目の対象外となるもの
以下の各項目（特に2023年時点で運行されているもの）については、単独の記事にあるため、本項では記述しない。
- 東北新幹線運行列車…当該路線項目およびはやぶさ・はやて・やまびこ・なすのなどの各列車項目
- 宇都宮線（東京 - 黒磯間）区間のみの運行列車…おはようとちぎ・ホームタウンとちぎ#宇都宮線優等列車沿革
- 日光線・東武鉄道直通列車…日光 (列車)#国鉄・JR東日本日光線優等列車沿革
- 高崎線直通列車...とき (列車)#首都圏対新潟県優等列車沿革・あかぎ (列車)・草津・四万
- 両毛線直通列車…あかぎ (列車)#両毛線優等列車沿革・おはようとちぎ・ホームタウンとちぎ#宇都宮線優等列車沿革
- 磐越西線直通列車…あいづ
- 奥羽本線直通列車…つばさ・あけぼの
- 石巻線直通列車…南三陸・リアス・シーライナー
- 大船渡線優等列車…スーパードラゴン
- 釜石線優等列車…はまゆり
- 東北新幹線開業後の盛岡 - 青森間運行列車…はつかり・つがる・スーパー白鳥
- 花輪線優等列車…八幡平
- 大湊線優等列車…しもきた
- 常磐線・上野東京ライン内で完結する優等列車…ひたち・ときわ
- 津軽海峡線経由寝台特急列車…北斗星･カシオペア

## 東京 - 青森 - 北海道間連絡輸送列車
東北本線は、青函連絡船・稚泊連絡船を挟み本州⇔北海道・樺太連絡の使命をも担っており、その重要性から急行列車や準急列車などは、増発と到達時分の短縮が繰り返されてきた。
上野 - 仙台間には2種類のルートがあった。一つは東北本線経由とするもので、もう一つは常磐線経由とするものである。東北本線は宇都宮市・福島市など重要な県庁所在地や商都として発展した福島県の主要都市である郡山市を通過するものの、急勾配区間が多数存在し、蒸気機関車牽引列車にとっては速度や輸送力（連結両数）の面で不利だった。そのため距離はやや遠回りになるが、勾配が緩やかな常磐線経由の列車も多く設定された。

### 戦前の優等列車の設定
- 1891年（明治24年）9月1日 日本鉄道が東北本線上野 - 青森間約740kmを全通させる。直通列車1往復が所要時間は26時間半強[注 1]で運行開始。
- 1901年（明治34年） 上野 - 青森間直通列車の所要時間が最速で21時間50分に短縮。
- 1906年（明治39年）4月 上野 - 青森間に同線初の急行801・802列車を海岸線（現・常磐線）経由で設定。
  - 下りは上野発11時45分で青森着が翌朝7時、上りは青森発19時40分で上野着が翌日15時13分。
- 1906年（明治39年）11月 日本鉄道が鉄道国有法によって国有化される。
- 1908年（明治41年）5月 1等・2等・食堂車・寝台車を連結した上野 - 青森間東北本線経由急行201・202列車を新設。上野 - 青森間急行は海岸線経由の801・802列車と合わせて2往復となる。青森では青森 - 函館航路（所要時間4時間）および青森 - 室蘭航路（所要時間12時間）の連絡船と接続。201・202列車の停車駅・主要駅発着時刻を以下に示す。
  - 停車駅：上野駅 - 赤羽駅 - 浦和駅 - 大宮駅 - 久喜駅 - 古河駅 - 小山駅 - 宇都宮駅 - 宝積寺駅 - 氏家駅 - 西那須野駅 - 黒磯駅 - 白河駅 - 矢吹駅 - 須賀川駅 - 郡山駅 - 本宮駅 - 二本松駅 - 福島駅 - 長岡駅（現・伊達駅）- 桑折駅 - 白石駅 - 大河原駅 - 岩沼駅 - 仙台駅 - 岩切駅 - 松島駅 - 小牛田駅 - 石越駅 - 一ノ関駅 - 水沢駅 - 黒澤尻駅（現・北上駅） - 花巻駅 - 盛岡駅 - 沼宮内駅（現・いわて沼宮内駅） - 中山駅（現・奥中山高原駅） - 一戸駅 - 三戸駅 - 尻内駅（現・八戸駅） - 古間木駅（現・三沢駅） - 野辺地駅 - 小湊駅 - 浅虫駅（現・浅虫温泉駅） - 青森駅
  - 201列車：上野7時25分→浦和8時→宇都宮10時5分→福島14時50分→仙台17時15分→盛岡21時54分→青森翌3時40分
  - 202列車：青森2時20分→仙台12時35分→上野22時40分
- 同年12月 急行201・202列車の運行区間を上野 - 仙台間に短縮。代替に上級客車を連結した普通列車1往復を上野 - 青森間に新設。
- 1909年（明治42年）4月 上野 - 仙台間急行201・202列車の運行区間を上野 - 青森間に延長。各列車の発着時刻を以下に示す。
  - 201列車：上野12時40分→青森翌9時35分
  - 202列車：青森18時20分→上野翌15時15分
  - 801列車（海岸線経由）：上野23時→青森翌19時10分
  - 802列車（海岸線経由）：青森9時→上野翌5時45分
- 1910年（明治43年）9月 新橋 - 神戸間急行列車に2等寝台車を連結開始。これにより従来の寝台車が1等寝台車となったため上野 - 青森間に連結されていた寝台車も1等寝台車となる。
- 1911年（明治44年）5月 ダイヤ改正。東北本線経由の201・202列車は15 - 25分運転時間を短縮。常磐線経由の801・802列車は逆に延長となった。
  - 201列車：上野12時30分→青森翌9時
  - 202列車：青森18時50分→上野翌15時30分
  - 801列車：上野23時→青森翌19時25分
  - 802列車：青森9時35分→上野翌6時15分
- 同年12月 ダイヤ改正。冬期における運転時間の余裕を設定したため各列車とも所要時間延長となる。
  - 201列車：上野12時30分→青森翌10時10分
  - 202列車：青森17時50分→上野翌15時30分
  - 801列車：上野22時20分→青森翌19時25分
  - 802列車：青森9時10分→上野翌6時15分
- 1912年（明治45年）5月 ダイヤ改正。
  - 201列車：上野9時30分→青森翌5時50分
  - 202列車：青森16時→上野翌12時05分
  - 801列車：上野22時30分→青森翌18時30分
  - 802列車：青森1時→上野20時05分
- 同年12月 ダイヤ改正。所要時間が20時間以内となる。
  - 201列車：上野15時30分→青森翌11時15分
  - 202列車：青森18時→上野翌14時
  - 801列車：上野22時30分→青森翌18時
  - 802列車：青森11時→上野翌6時15分
- 1913年（大正2年）12月 ダイヤ改正。201・202列車が普通列車となり、代替に203・204列車が急行となる。
  - 203列車：上野23時→青森翌18時05分
  - 204列車：青森15時30分→上野翌8時55分
- 1917年（大正6年）6月 ダイヤ改正。東北本線経由、常磐線経由とも所要時間が同じ17時間となった。
  - 203列車：上野13時→青森翌6時
  - 204列車：青森23時30分→上野翌16時30分
  - 801列車：上野22時30分→青森翌15時30分
  - 802列車：青森13時→上野翌6時
- 1926年（大正15年）8月 ダイヤ改正。列車番号の再編により東北本線は100番台、常磐線を200番台としたことから201・202列車を103・104列車に、801・802列車を201・202列車にそれぞれ変更。同時に103・104列車は1等寝台車の連結を廃止、食堂車を洋食堂車から和食堂車に変更。
  - 103列車：上野13時→青森翌6時25分
  - 104列車：青森23時→上野翌15時50分
  - 201列車：上野22時30分→青森翌16時25分
  - 202列車：青森13時40分→上野翌8時
- 1929年（昭和4年）9月 ダイヤ改正。急行103・104列車
  - 103列車：上野14時→青森翌6時20分
  - 104列車：青森23時→上野翌15時
  - 201列車：上野22時30分→青森翌16時10分
  - 202列車：青森13時30分→上野翌7時
- 1930年（昭和5年）10月 ダイヤ改正。103列車が上野14時30分→青森翌6時20分、104列車が青森23時→上野翌14時30分と所要時間が15時間台になった。
- 1934年（昭和9年）12月 大幅なダイヤ改正により以下の変更を実施。
  - 急行列車は所要時間を12 - 13時間台と大幅に短縮[注 2]。
  - 103列車：上野10時→青森23時分
  - 104列車：青森6時→上野19時05分
  - 201列車：上野19時→青森翌7時45分
  - 202列車：青森22時→上野翌10時25分
  - 上野 - 青森間に準急101・102列車を新設する[注 3]。
- 1937年（昭和12年）7月 常磐線経由で上野 - 青森間不定期急行列車1201・1202列車を新設する。
- 1940年（昭和15年）10月 ダイヤ改正。常磐線経由の急行202列車が所要時間を5分短縮[注 4]。不定期急行列車1201・1202列車を定期列車化し207・208列車に変更。上野 - 青森直通列車は急行3往復、準急1往復、普通列車4往復が運行された。
- 1942年（昭和17年）12月 ダイヤ改正。青函連絡船の夜行便廃止により接続する202列車は青森発を繰上げ。
- 1943年（昭和18年）2月 103・104列車の仙台以北および常磐線経由普通列車205・206列車が廃止。
- 1943年（昭和18年）10月 「決戦ダイヤ」と呼ばれたダイヤ改正で以下の変更を実施。
  - 103・104列車は準急101・102列車と統合する形で再び上野 - 青森間の運行となり急行101・102列車に列車番号を変更。
  - 急行207・208列車を廃止。
  - 201・202列車が普通列車に格下げ、203・204列車が普通列車から急行列車に格上げ。
- 1944年（昭和19年）4月 戦局悪化に伴い全国的に特急・1等客車・食堂車・寝台車が廃止となり以下の変更を実施。
  - 急行101・102列車が運休。
  - 急行203・204列車および普通201・202列車の優等客車連結中止。
  - 普通列車103・104・105・106・107・108列車のみの運行となる。
- 同年12月 急行203・204列車が運休となる。

### 戦後・急行「みちのく」とその周辺列車群
- 1945年（昭和20年）11月 上野 - 青森間急行101・102列車が運転再開。しかし翌月、深刻な石炭不足になり再び一時運休。
- 1946年（昭和21年）
  - 2月11日 GHQの指令により連合軍専用列車が上野 - 青森間（東北本線経由）・函館 - 札幌間に新設。同年4月22日に常磐線経由に変更され、両列車は総括して「Yankee Limited」（北部特急）の列車愛称が付けられた[1]。
    - 同列車は時刻表には掲載されない連合国軍、特にアメリカ軍用の特殊列車で青森 - 函館間は青函連絡船に荷物車と寝台車の一部を乗客ごと積載航送とした。7月以降は、東京 - 上野間の回送線を使い東京発着[注 5]となり、さらに11月には横浜発着となった。
    - 日本人用列車でも、同年8月からこの東京 - 上野間の回送線を使って運行される旅客列車が設定された。

  - 11月 常磐線経由の急行207・208列車が運休のまま時刻表に再掲される。
- 1947年（昭和22年）6月 急行207・208列車がようやく運転開始。
- 1948年（昭和23年）7月1日 ダイヤ白紙改正。上野 - 青森間直通急行は東北本線経由の103・104列車[注 6]、常磐線経由の201・202列車が復活し、12月には201・202列車に特別寝台車（後の1等寝台車）を連結。
- 1949年（昭和24年）9月 急行201・202列車を運休。代替として101・102・203・204列車が運転再開。203・204列車は1等寝台車（現・A寝台）を1両連結。
- 1950年（昭和25年）10月 日本人用列車で201・202列車が運行再開。11月には201・202列車が「みちのく」、203・204列車が「北斗」の東北本線・常磐線の日本人用列車では初の列車愛称を命名されるとともに、「みちのく」では1等寝台に限り函館 - 札幌間急行1・2列車からの青函連絡船客車航送連絡を開始。
- 1951年（昭和26年）6月 津軽海峡に朝鮮戦争による浮流機雷が流入した影響で安全確保のため青函連絡船夜行便の運航は夜明け以降に限られ、接続列車時刻の大幅な繰り下げや不接続などダイヤ変更を実施。
- 1952年（昭和27年）4月1日 サンフランシスコ平和条約の署名を機に「Yankee Limited」が日本人にも乗車券の一部を販売するようになり、「特殊列車」となって列車愛称を廃止[1]。「みちのく」での客車航送は廃止され、「特殊列車」でのみ実施となった。
- 同年9月 上野 - 青森間常磐線経由夜行急行「きたかみ」運行開始。「特殊列車」は横浜から東京に発着駅が変更される。
- 1954年（昭和29年）10月1日 ダイヤ改正で「特殊列車」が日本人完全開放。通常の急行列車となり、東京 - 青森間（常磐線経由）「十和田」・函館 - 札幌間は不定期急行「洞爺」に分割[2][注 7]。
  - 改正直前の9月26日に発生した「洞爺丸事故」の影響で、上野 - 札幌間の客車航送は廃止。
- 1956年（昭和31年）11月19日 ダイヤ改正で以下の変更を実施。
  - 「きたかみ」を漢字書きの「北上」に名称変更。
  - 「十和田」上野発着に変更。
  - 上野 - 青森間常磐線経由夜行急行「おいらせ」を新設。

### 特急「はつかり」、寝台特急「はくつる」・「ゆうづる」の設定・発展
- 1958年（昭和33年）10月1日 ダイヤ改正により上野 - 青森間常磐線経由で国鉄東京以北で初の特急列車となる「はつかり」（1・2列車）を新設[注 8]。これにより「みちのく」の盛岡以北を不定期列車に格下げ。
「はつかり」編成

| \| 1 \| 2 \| 3 \| 4 \| 5 \| 6 \| 7 \| 8 \| \| スハニ 35 \| スハ 44 \| スハ 44 \| スハ 44 \| マシ 35 \| ナロ 10 \| ナロ 10 \| スハフ 43 \| |         |         |         |         |         |         |           |
| 備考 - 下り・上りとも1号車が先頭（機関車次位） - 牽引機関車：上野 - 仙台C62・仙台 - 青森C61・盛岡 - 青森前補機C60 - 車両配置は尾久客車区（現・尾久車両センター） - 食堂車は寝台特急「あさかぜ」で運用されていたマシ35 1 - 3を充当。1959年5月に収容力の大きなオシ17形へ置換え。 - 3等車は東海道・山陽本線特急「かもめ」で運用されていたものの博多地区での方向転換に時間が掛かりすぎることから、1957年6月5日に新造のナハ10系客車に代替の際に捻出されたスハ44・スハフ43・スハニ35形を整備・座席交換の上で転用。 |         |         |         |         |         |         |           |
| 1 | 2       | 3       | 4       | 5       | 6       | 7       | 8         |
| スハニ 35 | スハ 44 | スハ 44 | スハ 44 | マシ 35 | ナロ 10 | ナロ 10 | スハフ 43 |

- 停車駅と時刻

| \| 列車番号 \| 上野 \| 水戸 \| 平 ※注1 \| 仙台 \| 一ノ関 \| 盛岡 \| 尻内 ※注2 \| 青森 \| \| -------- \| ----- \| ----- \| ------- \| ----------- \| ------ \| ----------- \| --------- \| ----- \| \| 下り 1レ \| 12:20 \| 14:02 \| 15:26 \| 17:43 17:48 \| 19:18 \| 20:47 20:51 \| 22:43 \| 00:20 \| \| 上り 2レ \| 17:00 \| 15:22 \| 13:59 \| 11:30 11:35 \| 10:05 \| 08:34 08:38 \| 06:42 \| 05:00 \| |       |       |         |             |        |             |           |       |
| 備考 - 注1…現・いわき - 注2…現・八戸 - 国鉄キハ80系気動車#特急「はつかり」と「日光型」準急用気動車の記事も参照 - スハ44系客車が方向固定シートのため上野方・青森方で下記の方向転換ダイヤを設定 - 上野17:20（推回5002）17:32尾久客車区10:52（回5003）11:06隅田川11:26（回5001）1139上野 - 青森00:40（回5004）00:44滝内信号場00:49（回5005）00:55青森操車場（現・青森信号場）03:50（回5002）03:57青森       |       |       |         |             |        |             |           |       |
| 列車番号 | 上野  | 水戸  | 平 ※注1 | 仙台        | 一ノ関 | 盛岡        | 尻内 ※注2 | 青森  |
| 下り 1レ | 12:20 | 14:02 | 15:26   | 17:43 17:48 | 19:18  | 20:47 20:51 | 22:43     | 00:20 |
| 上り 2レ | 17:00 | 15:22 | 13:59   | 11:30 11:35 | 10:05  | 08:34 08:38 | 06:42     | 05:00 |

- 1959年（昭和34年）9月22日 「北斗」を寝台車中心にした寝台列車化の編成変更を行い[3]、「十和田」は座席車主体の組成に変更。

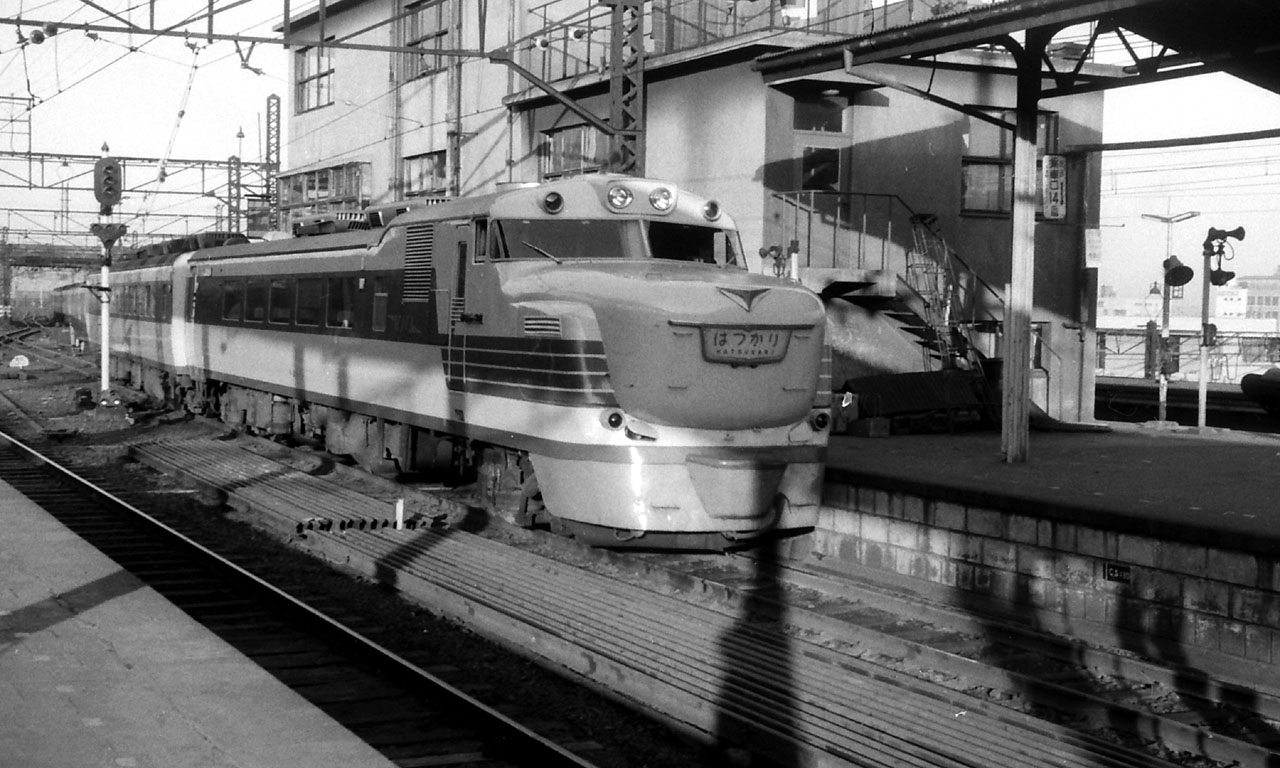
キハ81系「はつかり」

- 1960年（昭和35年）12月10日 「はつかり」使用車両を新開発のキハ81系気動車に置換え。日本初の気動車特急列車となった。
  - 当初は習熟運転と称し客車時代のダイヤで運転されたが、十分な試験走行を行わずに運転を開始したため初期故障が続発。新聞には「はつかりがっかり事故ばっかり」などと書き立てられた。

キハ81系「はつかり」編成

| ← 上野青森 → |         |         |           |         |         |         |         |         |
| 1            | 2       | 3       | 4         | 5       | 6       | 7       | 8       | 9       |
| キハ 81      | キロ 80 | キロ 80 | キサシ 80 | キハ 80 | キハ 80 | キハ 80 | キハ 80 | キハ 81 |

- 1961年（昭和36年）3月1日 「はつかり」は所要時間を10時間45分に短縮、「みちのく」の盛岡以北不定期区間を定期化。
- 同年10月1日 白紙ダイヤ改正により以下の変更。
  - 「はつかり」所要時間を10時間25分に短縮。
  - 上野 - 青森間東北本線経由夜行急行「八甲田」1往復が運転開始。
  - 「十和田」1往復増発の2往復に増強。
  - 「北斗」に続いて「北上」も寝台列車化。
- 1963年（昭和38年）4月20日 「はつかり」を10両編成に増強。
- 1964年（昭和39年）10月1日 白紙ダイヤ改正を実施。「北上」を格上げする形で東北本線初の寝台特急「はくつる」（3・4列車）が[4]品川客車区（後の品川運転所→1999年廃止）所属の20系客車で運転開始。「北上」の常磐線経由を東北本線経由に変更。
「はくつる」編成

| \| ← 上野青森 → \| \| \| \| \| \| \| \| \| \| \| \| 電源車 \| 1 \| 2 \| 3 \| 4 \| 5 \| 6 \| 7 \| 8 \| 9 \| 10 \| \| カニ 21 \| ナロネ 21 \| ナシ 20 \| ナハネ 20 \| ナハネ 20 \| ナハネ 20 \| ナハネ 20 \| ナハネ 20 \| ナハネ 20 \| ナハ 20 \| ナハフ 20 \| |           |         |           |           |           |           |           |           |         |           |
| 備考 - 牽引機関車：上野 - 黒磯EF58・黒磯 - 仙台ED71もしくはED75・仙台 - 青森C61・盛岡 - 青森前補機C60 |           |         |           |           |           |           |           |           |         |           |
| ← 上野青森 → |           |         |           |           |           |           |           |           |         |           |
| 電源車 | 1         | 2       | 3         | 4         | 5         | 6         | 7         | 8         | 9       | 10        |
| カニ 21 | ナロネ 21 | ナシ 20 | ナハネ 20 | ナハネ 20 | ナハネ 20 | ナハネ 20 | ナハネ 20 | ナハネ 20 | ナハ 20 | ナハフ 20 |

- 停車駅と時刻

| 列車番号 | 上野  | 宇都宮 | 黒磯        | 郡山  | 福島  | 仙台        | 一ノ関 | 盛岡  | 尻内  | 青森  |
| -------- | ----- | ------ | ----------- | ----- | ----- | ----------- | ------ | ----- | ----- | ----- |
| 下り 3レ | 18:30 | 20:03  | 20:48 20:53 | 21:50 | 22:32 | 23:47 23:52 | 01:13  | 02:35 | 04:30 | 06:10 |
| 上り 4レ | 10:20 | 08:46  | 07:55 08:00 | 07:02 | 06:19 | 04:58 05:13 | 03:37  | 02:19 | 00:23 | 22:40 |

- 1965年（昭和40年）10月1日 ダイヤ改正に伴い以下変更を実施。
  - 青函連絡船就役船の津軽丸型置換えに伴い運航時間を4時間30分から3時間50分に短縮。
  - 「はくつる」は尾久客車区移管と12両編成に増強し、一ノ関が通過になる。共通運用として「北斗」[注 14]を格上げする形で常磐線経由寝台特急「ゆうづる」（5・6列車）を運転開始[5]。

20系「はくつる」「ゆうづる」編成

| \| ← 上野青森 → \| \| \| \| \| \| \| \| \| \| \| \| \| \| 電源車 \| 1 \| 2 \| 3 \| 4 \| 5 \| 6 \| 7 \| 8 \| 9 \| 10 \| 11 \| 12 \| \| カニ 21 \| ナロネ 21 \| ナロネ 21 \| ナハネ 20 \| ナハネ 20 \| ナシ 20 \| ナハネ 20 \| ナハネ 20 \| ナハネ 20 \| ナハネ 20 \| ナハネ 20 \| ナハネ 20 \| ナハフ 20 \| |           |           |           |           |         |           |           |           |           |           |           |           |
| 備考 - 電源車はマニ20の場合がある。 - 牽引機関車 - 「はくつる」：上野 - 黒磯EF58・黒磯 - 盛岡ED75・盛岡 - 青森DD51重連 - 「ゆうづる」：上野 - 平EF80・平 - 仙台C62・仙台 - 盛岡ED75・盛岡 - 青森DD51重連                                                                                                   |           |           |           |           |         |           |           |           |           |           |           |           |
| ← 上野青森 → |           |           |           |           |         |           |           |           |           |           |           |           |
| 電源車 | 1         | 2         | 3         | 4         | 5       | 6         | 7         | 8         | 9         | 10        | 11        | 12        |
| カニ 21 | ナロネ 21 | ナロネ 21 | ナハネ 20 | ナハネ 20 | ナシ 20 | ナハネ 20 | ナハネ 20 | ナハネ 20 | ナハネ 20 | ナハネ 20 | ナハネ 20 | ナハフ 20 |

- 停車駅と時刻

| 列車番号 | 上野  | 水戸  | 平          | 仙台  | 盛岡        | 尻内  | 青森  |
| -------- | ----- | ----- | ----------- | ----- | ----------- | ----- | ----- |
| 下り 5レ | 21:30 | 23:22 | 00:36 00:43 | 03:06 | 05:36 05:45 | 07:34 | 09:05 |
| 上り 6レ | 09:25 | 07:34 | 06:04 06:11 | 03:50 | 01:00 01:07 | 23:05 | 21:15 |

- 急行列車では以下の変更を実施。
  - 「みちのく」は上野発着東北各地への多層建て気動車急行として1往復増発され、従来より運行する客車列車は下り2号・上り1号となった。
  - 常磐線経由不定期急行「おいらせ」を新設。

- 1968年（昭和43年）6月20日 「ゆうづる」の編成からA寝台1両を減車、座席車2両をB寝台車に振替とし全車寝台となる。
- 同年10月1日 「白紙ダイヤ改正」により以下の変更を実施。
  - 東北本線全線電化が完了。これに伴い、青森運転所（現・青森車両センター）に583系電車を新製配置し、キハ81系「はつかり」と20系客車「はくつる」「ゆうづる」を置換える形で充当[注 17]。
  - 「はつかり」は東北本線経由に変更し所要時間を8時間30分に短縮。増発して2往復とする。

583系「はつかり」「はくつる」「ゆうづる」編成

| \| ← 上野青森 → \| \| \| \| \| \| \| \| \| \| \| \| \| \| 1 \| 2 \| 3 \| 4 \| 5 \| 6 \| 7 \| 8 \| 9 \| 10 \| 11 \| 12 \| 13 \| \| クハネ 581 \| サロ 581 \| モハネ 582 \| モハネ 583 \| モハネ 582 \| モハネ 583 \| サシ 581 \| モハネ 582 \| モハネ 583 \| モハネ 582 \| モハネ 583 \| サハネ 581 \| クハネ 581 \| |          |            |            |            |            |          |            |            |            |            |            |            |
| 備考 - クハネ581は1970年以降順次クハネ583に置換え。 |          |            |            |            |            |          |            |            |            |            |            |            |
| ← 上野青森 → |          |            |            |            |            |          |            |            |            |            |            |            |
| 1 | 2        | 3          | 4          | 5          | 6          | 7        | 8          | 9          | 10         | 11         | 12         | 13         |
| クハネ 581 | サロ 581 | モハネ 582 | モハネ 583 | モハネ 582 | モハネ 583 | サシ 581 | モハネ 582 | モハネ 583 | モハネ 582 | モハネ 583 | サハネ 581 | クハネ 581 |

- 「十和田」を格上げする形で20系客車「ゆうづる」も存続。583系と併せて2往復となるが、車両受持を尾久客車区から青森運転所に移管するとともに編成変更。座席車の連結が復活する。
20系「ゆうづる」編成

| \| ← 上野青森 → \| \| \| \| \| \| \| \| \| \| \| \| \| \| 電源車 \| 1 \| 2 \| 3 \| 4 \| 5 \| 6 \| 7 \| 8 \| 9 \| 10 \| 11 \| 12 \| \| カニ 21 \| ナロネ 21 \| ナハネ 20 \| ナハネ 20 \| ナシ 20 \| ナハネ 20 \| ナハネ 20 \| ナハネ 20 \| ナロネ 21 \| ナハネ 20 \| ナハネ 20 \| ナハ 20 \| ナハフ 20 \| |           |           |           |         |           |           |           |           |           |           |         |           |
| 備考 - 電源車はマニ20の場合がある。 - 牽引機関車：上野 - 水戸EF80・水戸 - 青森ED75（1000番台限定） |           |           |           |         |           |           |           |           |           |           |         |           |
| ← 上野青森 → |           |           |           |         |           |           |           |           |           |           |         |           |
| 電源車 | 1         | 2         | 3         | 4       | 5         | 6         | 7         | 8         | 9         | 10        | 11      | 12        |
| カニ 21 | ナロネ 21 | ナハネ 20 | ナハネ 20 | ナシ 20 | ナハネ 20 | ナハネ 20 | ナハネ 20 | ナロネ 21 | ナハネ 20 | ナハネ 20 | ナハ 20 | ナハフ 20 |

- 急行列車群列車愛称の以下に示す統合を実施。
  1. 東北本線経由の「三陸」を「八甲田」に統合し、昼・夜行1往復ずつの2往復運行[注 18]。
  2. 「みちのく」[注 19]下り2号・上り1号を「十和田（下り・上り）1号」に統合・改称し「十和田」は昼行1往復・夜行4往復の5往復とする。
  3. 不定期急行「おいらせ」廃止。

- 1969年（昭和44年）10月1日 「ゆうづる」20系客車で1往復増発。計3往復に。食堂車が4号車から6号車に。8号車のA寝台が10号車に連結位置変更。
- 1970年（昭和45年）8月 「ゆうづる」20系客車1往復を運休扱いとする。旧盆時期の急増する帰省客へ対応するための臨時列車として、「はつかり51号」が常磐線経由で運行。
  - 仙台 - 青森間の臨時特急「とうほく」を上野まで延長する形で運行されたが、多数の奥羽本線直通臨時列車が設定された東北本線経由ではなく、ダイヤに余裕があった常磐線経由で運行された。さらに定期列車の「はつかり」は東北本線経由で運行されていたことから、乗車後に福島・郡山等の東北本線各駅に停車しないことが判明する誤乗が相次いだため、同年末から1971年（昭和46年）1月の年末年始輸送時には「常磐はつかり」に列車名が変更され、1971年夏期からは東北本線経由となった。
- 同年10月 ダイヤ改正に伴い、以下のように変更する。
  - 「八甲田」昼行列車1往復を支線区直通編成廃止の上「はつかり」に格上げ。「はつかり」は1往復増発されて3往復になる。
  - 「十和田」1往復格上げの形で「ゆうづる」も電車で1往復増発。「十和田」は4往復（内昼行1往復）、「ゆうづる」は再び3往復に。
  - 以後の上野 - 青森間夜行列車は、常磐線経由の「ゆうづる」が逐次増発されるが、これは東北本線上野 - 宇都宮間にいわゆる中距離電車（現：宇都宮線）が多数運行され、また上野 - 福島間にも奥羽本線経由の夜行列車を多数設定されていることから、ダイヤに余裕がなかったためとされる。
- 同年12月: 「ゆうづる」20系客車1往復の普通車指定席連結を中止。B寝台車に置換え。これにより20系客車のオリジナル普通車が形式消滅。
- 1971年（昭和46年）12月 - 1972年（昭和47年）1月 年末年始輸送対応として臨時寝台特急「はくつる51号」と「ゆうづる52号」が14系客車で運転される[注 20]。
- 1972年2月：札幌オリンピック開催に伴い上野 - 青森間臨時特急「オリンピア1号」が583系電車で運行される。
  - 下りは上野 - 青森間を寝台特急電車として、上りは座席特急電車として運行。青函連絡船を介して函館 - 札幌間の「オリンピア2号」と接続。
- 同年3月15日 白紙ダイヤ改正により以下の変更を実施。
  - 「はつかり」1往復東京乗入れ。
  - 「ゆうづる」583系電車で1往復増発の4往復運行。20系客車は10号車A寝台と2号車B寝台の連結位置を入換。
  - 昼行「十和田1号」を格上げする形で常磐線経由特急「みちのく」1往復を583系電車で新設。
- 同年10月 「ゆうづる」秋田運転区（現・秋田総合車両センター南秋田センター）所属[注 21]の20系客車で1往復増発し計5往復運行。
- 同年11月7日 北陸トンネル火災事故により「十和田」の食堂車（オシ17形）連結中止。
- 1973年3月 「はつかり」臨時1往復増発で4往復運行。増発分には前年に青森運転所へ新製配置された485系電車を初めて充当。これにより青森運転所所属の485系の東北本線経由の営業運転による定期列車での青森運転所への出入庫が可能となった[注 22]。
485系「はつかり」編成

| ← 上野青森 → |          |          |          |          |          |          |          |          |          |          |          |
| 1            | 2        | 3        | 4        | 5        | 6        | 7        | 8        | 9        | 10       | 11       | 12       |
| クハ 481     | サロ 481 | モハ 484 | モハ 485 | モハ 484 | モハ 485 | サシ 481 | モハ 484 | モハ 485 | モハ 484 | モハ 485 | クハ 481 |

- 同年4月 東北・上越新幹線建設工事に伴う東京 - 上野間の回送線使用停止措置により、「はつかり」の東京乗入れを中止。
- 同年10月 「はつかり」1往復増発ならびに臨時1往復定期化で5往復運行。
- 同年12月 「はくつる」「ゆうづる」の食堂車は翌年春までに順次営業を停止。客車列車では食堂車をB寝台車に置換え。
- 1975年（昭和50年）3月10日 ダイヤ白紙改正を実施。「ゆうづる」20系客車で2往復増発され、電車3往復・客車4往復で計7往復運行。なお、このダイヤ改正で、上りゆうづる4号(常磐線経由)が上り急行八甲田(東北本線経由)より所要時間が10分長い事が発覚、更に同じ特急でも「はつかり」と「ゆうづる」で、所要時間が2時間以上開きがある事が分かり、乗客などから国鉄に苦情が寄せられた。[注 23]
  - 寝台セット解体用員である車掌補の不足から、583系電車1往復が全車座席車として運転された。
- 1976年（昭和51年）10月 20系客車「ゆうづる」4往復すべてを24系24形客車に置換え。前年3月以来座席車で運転されてきた583系電車「ゆうづる」1往復は全車寝台に復帰[注 24]。また「十和田」下り1号・上り3号（上下共に季節列車）を14系客車に置換え。[注 25]。
- 1977年（昭和52年）10月 「十和田」2号（下り・上り）を20系客車に置換え。ナロネ21形を普通車に格下げ改造したナハ21形を連結。[注 26]。
- 1978年（昭和53年）10月2日 「白紙ダイヤ改正」により以下の変更を実施。
  - 首都圏での規格ダイヤ修正と停車駅増加により一部列車で所要時間が延伸された[注 27]。
  - 583系・485系共にグリーン車連結位置を2号車から6号車に変更。
  - 「はつかり」1往復増発の6往復運行。
  - 「はつかり」「みちのく」に普通車自由席を設置し、「はつかり」をエル特急に指定。
  - 「ゆうづる」秋田運転区担当分を尾久客車区所属の14系客車に置換え。

本改正時の直通列車停車駅
- 列車によって停車駅は異なる・【】は急行停車駅、他は特急停車駅。
「はつかり」・「はくつる」・「八甲田」
  - 上野駅 - 大宮駅 - 【小山駅】 - 宇都宮駅 - 【西那須野駅】 - 【黒磯駅】 - 【白河駅】 - 【須賀川駅（上りのみ）】 - 郡山駅 - 福島駅 - 【白石駅】 - 仙台駅 - 【塩釜駅】 - 小牛田駅 - 一ノ関駅 - 水沢駅 - 北上駅 - 花巻駅 - 盛岡駅 - 一戸駅 - 北福岡駅（現・二戸駅） - 三戸駅 - 八戸駅 - 三沢駅 - 野辺地駅 - 浅虫駅（現・浅虫温泉駅） - 青森駅

「みちのく」・「ゆうづる」・「十和田」
  - 上野駅 - 【土浦駅】 - 水戸駅 - 日立駅 - 湯本駅 - 平駅（現・いわき駅） - 【小高駅（下り十和田5号）】 - 原ノ町駅 - 【相馬駅】 - 仙台駅 - 【塩釜駅】 - 小牛田駅 - 【瀬峰駅】 - 【石越駅】 -  一ノ関駅 - 【前沢駅】 - 水沢駅 - 北上駅 - 花巻駅 - 盛岡駅 - 【好摩駅】 - 【沼宮内駅（現・いわて沼宮内駅）】 - 一戸駅 - 北福岡駅 - 三戸駅 - 八戸駅 - 三沢駅 - 野辺地駅 - 【小湊駅】 - 【浅虫駅】 - 青森駅
- 1979年（昭和54年）4月 「八甲田」を12系客車に置換え。
- 同年10月 「十和田」下り5号・上り2号を12系客車に置換え。これにより上野 - 青森間東北・常磐線客車急行から在来型客車が運用から撤退し[注 28]、グリーン車が消滅。
- 1980年（昭和55年）10月1日 ダイヤ改正で、「ゆうづる」583系電車1往復、14系客車1往復の計2往復を季節列車に格下げ。定期残存の客車3往復中2往復は東北地区初の2段B寝台24系25形客車に置換え。24系24形客車（3段B寝台）残存の1往復は、A寝台車の連結中止。

### 東北新幹線開業後
- 1982年（昭和57年）6月23日 東北新幹線大宮 - 盛岡間が暫定開業。詳細は#東北新幹線開業と並行在来優等列車群を参照。
- 同年11月15日 上越新幹線開業ならびに東北新幹線の大量増発によるダイヤ改正により以下の変更を実施。
  - 「はつかり」…盛岡 − 青森間の新幹線連絡列車とし、盛岡以南発着の急行列車を格上げ・統合により11往復まで増発。
  - 「みちのく」…仙台 − 青森間廃止。仙台以南は「ひたち」に編入
  - 「ゆうづる」…2往復を廃止し5往復運行。（季節列車は1往復残る）客車2往復中1往復を「あけぼの」と共通運用となる秋田運転区所属24系24形編成としA寝台車が復活。
  - 「はくつる」…1往復増発の2往復。
  - 「十和田」…2往復削減で旧3・4号を20系から12系に置き換えて1往復のみ運行。
  - 下り上野→青森・上り青森→大宮に583系電車13両編成による昼行臨時特急「ふるさと」を新設。
- 1983年 (昭和58年) 「ゆうづる」の24系24形編成を、下りは7月8日から、上りは7月9日からそれぞれ2段寝台化。
- 1985年（昭和60年）3月14日 東北新幹線上野開業に伴うダイヤ改正により以下の変更を実施。
  - 「ゆうづる」…2往復減の3往復運行。583系電車1往復。24系客車は青森・秋田で1往復ずつ担当。
  - 「八甲田」…大幅なダイヤ変更を行い上野 - 仙台間を夜行区間に変更すると同時に、仙台 - 青森間は「十和田」のダイヤを継承。同時に14系座席車化。
  - 「十和田」…臨時列車格下げ。
  - 「ふるさと」…廃止。
  - 583系電車はサシ581形を編成から外し12両編成に減車。
- 1986年（昭和61年）11月1日 国鉄最後のダイヤ改正により以下の変更を実施。
  - 583系電車は基本9両、多客期に3両増結の12両編成に組成変更。
  - 「ゆうづる」の青森運転所24系受持分を季節列車に格下げ。
- 1987年（昭和62年）3月23日 24系客車「ゆうづる」2往復に2人用個室A寝台オロネ25形500番台「ツインデラックス（DX）」の連結を開始。
  - 翌1988年（昭和63年）に予定されていた青函トンネル経由北海道連絡寝台特急列車へのデモンストレーションを兼ねた連結で、東北本線運行の特急列車として初の個室寝台となった。

### 青函トンネル開業以降
- 1988年3月13日 青函トンネル開業に伴うダイヤ改正で以下の変更を実施。
  - 24系客車による「ゆうづる」2往復と583系電車による「はくつる」1往復を廃止する。
  - 上野 - 札幌間に寝台特急「北斗星」定期2往復・季節1往復（3・4号）[注 29]の計3往復で運転を開始。
- 1989年（平成元年）８月中旬、 上野 - 青森間に東北本線経由臨時急行「おいらせ」設定。
- 1990年（平成2年）10月1日 「はくつる」と「ゆうづる」定期1往復・季節1往復の1号車が「レディースカー」（女性専用車両）となる。
- 1993年（平成5年）12月1日 ダイヤ改正により以下の変更を実施。
  - 583系「ゆうづる」と「八甲田」[6]は臨時列車に格下げ。
  - 583系「はくつる」を2往復とし、5号車のB寝台車を普通車指定席に変更。
    - 「はくつる」増便は「八甲田」の代替措置。上り2号の小山停車と宇都宮 - 上野間、下り・上りの一ノ関 - 青森間の立席特急券乗車[注 30]を実施。
- 1994年（平成6年）12月3日 ダイヤ改正により以下の変更を実施。
  - 「はくつる」2往復のうち1往復を「はくつる81・82号」として臨時列車格下げと小山停車を終了。定期1往復は24系25形客車での運行とした[注 31]。
  - 臨時「ゆうづる」は仙台以北のダイヤを「はくつる81・82号」に譲り廃止。
  - 「十和田」「おいらせ」廃止。
- 1998年（平成10年）8月22日 この日をもって臨時「八甲田」「MOTOトレイン」を完全廃止。
- 1999年（平成11年）7月 「北斗星」季節列車1往復を振替える形で、上野 - 札幌間に寝台特急「カシオペア」運転開始。
- 2002年（平成14年）10月 「はくつる81・82号」の運転を終了。
- 同年12月1日 東北新幹線盛岡 - 八戸間開業に伴い、「はつかり」「はくつる」[注 32]を廃止[7]。
  - 「はつかり」は、「つがる」「白鳥」と残存区間での行先により分化を実施。「はくつる」は、高速交通の整備にともなう全国的な寝台特急不振に加え、新幹線開業による在来線経営分離により、従来の運行区間の一部がIGRいわて銀河鉄道・青い森鉄道へ移管されたことにより廃止された。

| 所属     | 青森車両センター           | 青森車両センター           | 青森車両センター           | 青森車両センター           | 青森車両センター           | 青森車両センター           | 青森車両センター           | 青森車両センター           | 青森車両センター           | 青森車両センター           | 青森車両センター           | 青森車両センター           |
| 号車     | 1                          | 2                          | 3                          | 4                          | 5                          | 6                          | 7                          | 8                          | 9                          | 10                         | 11                         | 電源車                     |
| 客車形式 | オハネフ24 23              | オハネ24 19                | オハネ25 32                | オハネフ25 117             | オハネ25 140               | オハネ25 5                 | オハネフ25 1               | オハネ25 215               | オハネ25 211               | オロネ25 702               | オハネ25 4                 | カニ24 116                 |
| 機関車   | 上野→青森 EF81-139（青森） | 上野→青森 EF81-139（青森） | 上野→青森 EF81-139（青森） | 上野→青森 EF81-139（青森） | 上野→青森 EF81-139（青森） | 上野→青森 EF81-139（青森） | 上野→青森 EF81-139（青森） | 上野→青森 EF81-139（青森） | 上野→青森 EF81-139（青森） | 上野→青森 EF81-139（青森） | 上野→青森 EF81-139（青森） | 上野→青森 EF81-139（青森） |

| 所属     | 青森車両センター           | 青森車両センター           | 青森車両センター           | 青森車両センター           | 青森車両センター           | 青森車両センター           | 青森車両センター           | 青森車両センター           | 青森車両センター           | 青森車両センター           | 青森車両センター           | 青森車両センター           |
| 号車     | 1                          | 2                          | 3                          | 4                          | 5                          | 6                          | 7                          | 8                          | 9                          | 10                         | 11                         | 電源車                     |
| 客車形式 | オハネフ25 205             | オハネ25 152               | オハネ24 54                | オハネフ25 118             | オハネ25 220               | オハネ25 213               | オハネフ25 116             | オハネ25 6                 | オハネフ25 201             | オロネ25 703               | オハネ25 148               | カニ24 102                 |
| 機関車   | 青森→上野 EF81-135（青森） | 青森→上野 EF81-135（青森） | 青森→上野 EF81-135（青森） | 青森→上野 EF81-135（青森） | 青森→上野 EF81-135（青森） | 青森→上野 EF81-135（青森） | 青森→上野 EF81-135（青森） | 青森→上野 EF81-135（青森） | 青森→上野 EF81-135（青森） | 青森→上野 EF81-135（青森） | 青森→上野 EF81-135（青森） | 青森→上野 EF81-135（青森） |

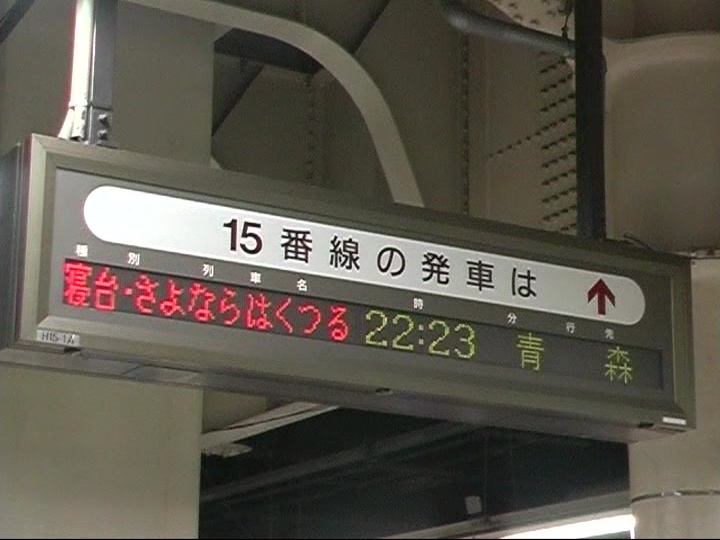
2002年11月30日で運転終了した「はくつる」最終日の「さよなら はくつる」

- 2010年（平成22年）12月4日  東北新幹線八戸 - 新青森開業[注 33]に伴い、「つがる」の運転区間を秋田 - 青森間に、「白鳥」の運転区間を新青森 - 函館間に変更。首都圏の一部区間を除き東北本線から昼行特急は消滅。
- 2012年3月ダイヤ改正にて常磐線特急「スーパーひたち」の仙台乗り入れが正式に廃止。これにより栗橋・盛岡間から定期の昼行特急が消滅する。
- 2020年ダイヤ改正にて常磐線特急「ひたち」の乗り入れを再開。

#### リバイバルトレインとしての「はつかり」・「ゆうづる」・「みちのく」・「はくつる」

##### 東北新幹線八戸駅延伸に際するもの
- 2001年（平成13年）4月28日 青森→上野間で臨時特急「思い出の583系はつかり号」（583系電車12両）をリバイバル運転[8]。翌29日に下り列車を運転[8]。
- 2002年10月 青森 - 上野間で臨時寝台特急「ゆうづる」（583系電車12両）をリバイバル運転。
- 同年11月2日 青森→上野で臨時特急「思い出のはつかり号」（583系電車12両）をリバイバル運転[7]。
- 同年11月3日 上野→青森で臨時特急「思い出のみちのく号」（583系電車12両）をリバイバル運転[7]。
- 同年11月30日 青森 - 一ノ関間で臨時特急「さよならはつかり583系号」を運転[7]。

##### 東北新幹線八戸駅延伸以降のもの
- 2009年（平成21年）3月20日 上野→青森で団体臨時特急「はつかり」（583系電車6両）を運転。
- 同年11月6日 上野→青森で団体臨時寝台特急「はくつる」（24系客車7両）を運転。
- 2010年3月26日 上野→青森で団体臨時寝台特急「はくつる」（24系客車6両）を運転。
- 同年10月16日 上野→青森で団体臨時特急「はつかり」（583系電車6両）を運転。
- 2012年12月14日 鉄道開通140年記念としてびゅう旅行商品として横浜→東北本線・IGRいわて銀河鉄道・青い森鉄道を経由青森で臨時寝台特急「はくつる」(583系電車6両)を運転。ただし、海側はB寝台3段寝台、山側はボックスシートで運行するものである[注 34]。
- 2013年11月30日 いわき→木古内、函館→青森で団体臨時寝台特急「ゆうづる」（24系客車）を運転。ただし、東日本大震災の影響で、常磐線の一部区間が不通となっていたことから、当時のルートではなく、常磐線・水戸線・東北本線経由での運転となった。

## 東京対東北各都市間連絡列車

### 戦前
- 1906年4月 上野 - 仙台間東北本線経由の急行221・228列車を新設。
  - 常磐線経由の急行と重複する区間を省略する形で運行を開始した列車であるが、後に青森まで区間延長された。以後終戦までは上野 - 青森間直通の列車が中心とされていくこととなり、同時期の急行列車で各都市間連絡といえるものは長らく奥羽本線経由で上野 - 秋田・青森間運行の急行列車程度となる。
- 1922年（大正11年）3月 上野 - 青森間奥羽本線経由の急行701・702列車を新設。
- 1926年8月 701・702列車は列車番号を401・402列車に変更、上野 - 秋田間に区間短縮。
- 1930年10月 上野 - 仙台間に準急109・110列車を新設。
- 1934年12月 401・402列車は上野 - 青森間（秋田 - 青森間普通列車）に延長し405・406列車に変更。
- 1940年10月 ダイヤ改正により上野 - 仙台間に急行105・106列車を新設、405・406列車は上野 - 秋田間に区間短縮、列車番号も401・402列車に変更となる。
- 1943年10月 401・402列車を普通列車へ格下げ、105・106列車を廃止。

### 戦後・東京対東北各都市間での優等列車の展開
- 1946年11月 上野 - 仙台間東北本線経由の急行109・110列車が設定される。
- 1947年1月 石炭事情の悪化により109・110列車運休。6月には石炭事情の好転に伴い運行復活。
- 1948年7月1日 ダイヤ改正により109・110列車の列車番号を103・104列車に変更。仙台以北を不定期運転とするものの、運行区間を上野 - 青森間に延長。
- 1950年10月 103・104列車の列車番号を101・102列車に変更。運行区間は上野 - 仙台間であるが、仙台で一部車両を上野 - 青森間常磐線経由の「みちのく」へ併結としたことで青森発着となる。翌11月には101・102列車に「青葉」の愛称が与えられる。
  - 当列車は上野 - 仙台間のほかに会津若松・院内・秋田発着車両が連結される多層建て列車としての側面を有していた。
- 1954年10月 上野 - 仙台間の急行「松島」運行開始。
- 1956年11月17日 ダイヤ改正により以下の変更を実施。
  - 上野 - 盛岡間常磐線経由不定期急行「いわて」運行開始。
  - 「青葉」の秋田発着編成を分離し「鳥海」とする。「青葉」は上野 - 青森間運行となる。
- 1958年（昭和33年）10月 ダイヤ改正により以下の変更を実施。
  - 「いわて」青森まで延長。
  - 「青葉」「みちのく」の運行区間に変更に伴い、盛岡までの運行となる。
  - 上野 - 仙台間の準急列車（愛称なし）を急行「吾妻」（あづま）に格上げ。
  - 上野 - 福島間運行に準急列車「あぶくま」運行開始。
- 1959年9月 上野 - 仙台間常磐線経由でキハ55系による日本初の定期ディーゼル急行「みやぎの」が運行を開始。
- 1960年6月 「松島」に上野 - 山形の急行「蔵王」を併結開始。上野 - 福島間夜行準急「しのぶ」運行開始。
- 同年10月 「いわて」東北本線経由となり定期列車化。

### 特急「ひばり」登場と周辺列車群
- 1961年10月1日 白紙ダイヤ改正により以下の変更を実施。
  - 上野 - 仙台間に不定期特急「ひばり」を新設。キハ82系を使用し、所要時間4時間53分。
    - 充当車両は「はつかり」用のキハ81系が初期トラブルを頻発させた教訓から、当初は「みどり」と共に運休とし各地の予備車としたため、運転開始は翌年4月からであった。
    - 当時は交直両用の特急形電車は開発中であったことから、走行区間は全線電化区間ながら気動車での運行とした。

  - 「みやぎの」は、東北本線経由に変更。上野 - 福島間は秋田発着の急行「鳥海」を併結。
  - 「吾妻」は編成替えを実施し、会津若松発着の急行「ばんだい」を併結。
  - 上野 - 仙台間夜行準急「あぶくま」運行開始。
  - 「しのぶ」1往復増発。
- 1962年（昭和37年）10月 「みやぎの」「青葉」を451系電車化。上野 - 仙台間単独運行に戻される。
- 1963年（昭和38年）10月 ダイヤ改正に伴い以下の変更を実施。
  - 「ひばり」定期列車に昇格。
  - 「しのぶ」1往復を仙台まで運行区間を延長し「みやぎの」1往復増発。
  - 「松島」一部を451系電車化。
  - 「あぶくま」を盛岡まで延長、寝台急行「北星」とし運行開始。
  - 上野 - 秋田間特急「つばさ」に盛岡発着編成を併結する[注 35]。
- 1964年3月 453系電車増備に伴い、以下の変更を実施。
  - 「松島」「吾妻」定期列車を電車化[注 36]し、「まつしま」「あづま」とひらがなに改称。
  - 「青葉」夜行列車化。
- 1964年10月 上野 - 仙台間寝台急行「新星」運行開始。
- 1965年10月 盛岡電化完成により以下の変更を実施。
  - 「ひばり」…仙台運転所（現・仙台車両センター）に新製配置された交直両用483系特急形電車による運転となり2往復に増発。上野 - 仙台間の所要時間も4時間35分に短縮された。その後は3電源対応の485系が増備され、583系も投入された。
  - 「いわて」…電車化され再び盛岡発着とする。
  - 「青葉」…盛岡まで運転区間を延長し、愛称を「きたかみ」に変更。
  - 「つばさ」…盛岡発着編成を分離し483系電車特急「やまびこ」に変更。
  - 「みちのく」…1往復増発。運行区間を上野 - 陸羽東線鳴子（現・鳴子温泉）・青森経由奥羽本線大鰐（現・大鰐温泉）間とし、下り1号・上り2号とする。従来の上野 - 青森間列車は下り2号・上り1号」とする。
- 1966年（昭和41年）10月 東北本線経由で上野 - 青森・盛・久慈間に急行「三陸」運行開始。「みちのく（下り）1号・（上り）2号」の運行経路を上野 - 鳴子・釜石線経由宮古・花輪線経由弘前間の運行に改める。
- 1967年（昭和42年）7月 磐越西線郡山 - 喜多方間電化に伴い、「ばんだい」電車化。一部の「いわて」「あづま」と併結運転とする。
- 同年10月 ダイヤ改正で以下の変更を実施。
  - 「ひばり」1往復と「やまびこ」が東京発着となる。
  - 「ばんだい」併結列車に「まつしま」も追加。
  - キハ58系臨時「あづま」が不定期列車となる。

### 特急列車増発と急行列車群の統合
- 1968年10月1日 白紙ダイヤ改正により以下の変更を実施。
  - 「ひばり」5往復に増発。うち1往復は東京発着。上野 - 仙台間を最速3時間53分運行[注 37]とした。編成を10両編成から9両編成に短縮し、1等車が4号車から1号車に移動[注 38]。
  - 急行列車群列車愛称の以下に示す統合を実施。

  1. 上野 - 仙台間東北本線経由急行列車を「まつしま」に統一し、「みやぎの」は廃止[注 39]。
  2. 上野 - 盛岡間の「きたかみ」を「いわて」に統合。
  3. 「三陸」の名称を「八甲田（下り・上り1号）」に変更。
  4. 上野 - 青森間常磐線経由「みちのく」を「十和田（下り・上り1号）」に変更。これにより上野 - 鳴子・宮古・弘前間の「みちのく（下り1号・上り2号）」は「みちのく」に変更。
- 1969年（昭和44年）3月 「ひばり」季節列車1往復を増発。
- 同年10月 「ひばり」季節列車を定期列車に格上げで6往復運行。
- 1970年7月 「ひばり」一部列車と「やまびこ」が12両編成となる。
- 同年10月 「ひばり」定期列車7往復となる。「みちのく」を廃止。「八甲田（下り・上り1号）」「はつかり」に格上げ。「八甲田」は夜行列車となる。
- 1971年3月 上野 - 盛岡間常磐線経由急行「もりおか」運行開始。
- 1972年3月15日 白紙ダイヤ改正で以下の変更を実施。
  - 「十和田（下り・上り1号）」を「みちのく」に格上げ。
  - 「ひばり」定期列車9往復、季節列車2往復とする。
  - 「やまびこ」も初の増発が行われ、定期列車3往復となる。
  - 「やまびこ」補完列車として東北本線経由で臨時「もりおか」を運行。上野 - 盛岡間の運転時間は約6時間30分と特急列車なみであったために翌年7月に愛称を「エコーもりおか」と改称。
- 1972年10月2日 ダイヤ改正に伴い以下の変更を実施。
  - 「エコーもりおか」を「やまびこ」に格上げ、「やまびこ」は定期列車4往復、季節列車1往復となる。内3往復は仙台運転所から青森運転所へ移管[注 22]。
  - 「ひばり」は定期列車11往復となり、自由席設置の上でエル特急に指定。
- 1973年（昭和48年）1月 「ひばり」一部列車にグリーン車1両増結とし13両編成となる。
- 同年4月 新幹線工事に伴い「ひばり」「やまびこ」の東京駅乗入れを中止。
- 同年10月 「ひばり」定期列車13往復となる。下り4号・上り10号が583系による間合い運用で運行。「やまびこ」は全列車青森運転所へ移管。電車急行「まつしま」「いわて」のビュフェは全て営業休止。
- 1975年3月10日 「北星」を20系客車による特急に格上げ。
- 1978年10月2日 ダイヤ改正に伴い以下の変更を実施。
  - 「ひばり」15往復に増発。上野 - 宇都宮間の規格ダイヤ修正により、上野 - 仙台間4時間15分にスピードダウン。583系の間合い運用が終了し、全列車485系による12両編成に統一された。
  - 「やまびこ」1往復が盛岡 - 青森間が延長となり「はつかり」に改称し、同時に「やまびこ」は自由席設置のエル特急に指定。
  - 「北星」14系客車に置換え。
  - ほぼ同時期に特急列車の愛称幕・ヘッドマークがイラストによるものに変更された。デザインを以下に示す。

  1. 「ひばり」…ヘッドマークの上に向かって空を飛ぶヒバリと仙台七夕に列車名の記載。
  2. 「やまびこ」…自然現象である山彦がモチーフであるため、ヘッドマークでは音の伝わりを表現する縦長の楕円を組み合わせた文様の上に列車名の記載。
  3. 「北星」…夜行列車の名称として「天体名」が使用された関係で、イメージは北海に輝く北極星と列車名を組み合わせた。
- 1980年10月1日  ダイヤ改正に伴い以下の変更を実施。
  - 「ひばり」1往復廃止で14往復運行。
  - 「まつしま」6往復の内、季節列車の下り1本と夜行1往復を廃止。下りは定期4本（1本は上野 - 郡山間季節列車）、上りは定期4本（1本は郡山 - 上野間季節列車）・季節1本となる。
- 1981年（昭和56年）10月 「ひばり」一部列車の食堂車営業休止。

1978年10月改正時の停車駅（列車によって停車駅は異なる）
「やまびこ」「北星」「いわて」
- 上野駅 - 【赤羽駅】 - （大宮駅）- 【古河駅】 - 【小山駅】 - 宇都宮駅 - 【矢板駅】 - 【西那須野駅】 - 【黒磯駅】 - 【白河駅】 - 【須賀川駅】 - 郡山駅 - 【本宮駅】 - 【二本松駅】 - 福島駅 - 【白石駅】 - 【大河原駅】 - 【岩沼駅】 - 仙台駅 - 【塩釜駅】 - 【松島駅】 - 【鹿島台駅】 - 小牛田駅 - 【瀬峰駅】 - 【石越駅】 - 【花泉駅】 - 一ノ関駅 - 【平泉駅】 - 【前沢駅】 - 水沢駅 - 北上駅 - 花巻駅 - 盛岡駅
  - （）の大宮駅は「やまびこ」7・2号が通過。

「ひばり」「新星」「まつしま」「あづま」
- 上野駅 - 【赤羽駅】 - （大宮駅） - 【古河駅】 - 【小山駅】- 宇都宮駅 - 【氏家駅】 - 【矢板駅】 - （西那須野駅） - （黒磯駅） - 【黒田原駅】 - （白河駅） - 【矢吹駅】 - 【鏡石駅】 - （須賀川駅） - 郡山駅 - （本宮駅） - （二本松駅） - 【松川駅】 - 福島駅 - （白石駅） - 【大河原駅】 - 【船岡駅】 - （岩沼駅） - 仙台駅
  - 全便停車の宇都宮駅・郡山駅・福島駅の「ひばり」以外の停車駅。
  - 大宮駅は13・17・19・25・2・10・12・18号が通過
  - 西那須野駅は5・23・6・20号が停車
  - 黒磯駅は3・7・9・19・21・25・2・8・12・18・22・24号が停車
  - 白河駅は1・9・6・26号が停車
  - 須賀川駅は7・13・19・23・29・2・14・24・28号が停車
  - 本宮駅は11・17・4・18・30号が停車
  - 二本松駅は3・13・15・27・6・10・14・20・28号が停車
  - 白石駅は1・5・11・15・21・25・29・4・8・10・12・16・22・26・30号が停車
  - 岩沼駅は17・6号が停車
  - 「ひばり」以外の特急停車
  - 黒磯駅には「あいづ」、「つばさ」、「やまばと」が停車
  - 白河駅には「あいづ」が停車
  - 須賀川駅・本宮駅・二本松駅には「つばさ」、「やまばと」が停車
  - 岩沼駅には「ひたち」が停車

### 東北新幹線開業と並行在来優等列車群
- 1982年（昭和57年）6月23日 東北新幹線大宮 - 盛岡間暫定開業に伴い、在来線特急列車は新幹線列車へ振替られ、以下の変更を実施。
  - 「やまびこ」…4往復すべて新幹線列車に振替で在来線特急列車としては廃止。
  - 「ひばり」…6往復が「あおば」に振替の形で一部削減。
  - 11月のダイヤ改正までの間宇都宮 - 盛岡間では特急列車削減分の補完から残存する「ひばり」「はつかり」「つばさ」「やまばと」が一部の駅に臨時停車[注 40]したほか、車両運用の都合から「ひばり」2往復はダイヤ改正を待たず10月中に廃止された。
- 同年11月15日 ダイヤ改正により以下の変更を実施。
  - 「いわて」「もりおか」「北星」「新星」廃止。
    - 「もりおか」は仙台 - 盛岡間のみ廃止とし、上野 - 仙台間は「ときわ」に発展的解消。

  - 「ひばり」定期列車としては廃止。臨時列車の「ひばり51・52号」が新幹線上野開業まで不定期で運転。
  - 「まつしま」は東北新幹線が大宮駅発着であったことや支線区へ直通する「ざおう」「ばんだい」と併結運転される関係から上野直通列車として5往復が残存。
  - 「あづま」は夜行1往復を廃止。
- 1984年（昭和59年）2月「まつしま」の一部列車で急行運転区間を上野 - 福島間と短縮。併結列車「ばんだい」の快速格下げ・上野直通廃止に伴い編成を12両（基本編成6両+付属編成6両）から9両（基本編成6両+付属編成3両）に短縮。「ざおう」と併結運転を行う1往復は福島 - 仙台間は付属編成の3両で運転。
- 1985年（昭和60年）3月 東北・上越新幹線上野乗り入れに伴うダイヤ改正により以下の変更を実施。
  - 「まつしま」「あづま」を廃止。これにより、「ゆうづる」「はくつる」「八甲田」・一部の臨時列車・奥羽本線ならびに磐越西線への直通列車を除き上野発着黒磯以北に直通する東北本線昼行列車は全廃。

### リバイバルトレインとしての「ひばり」

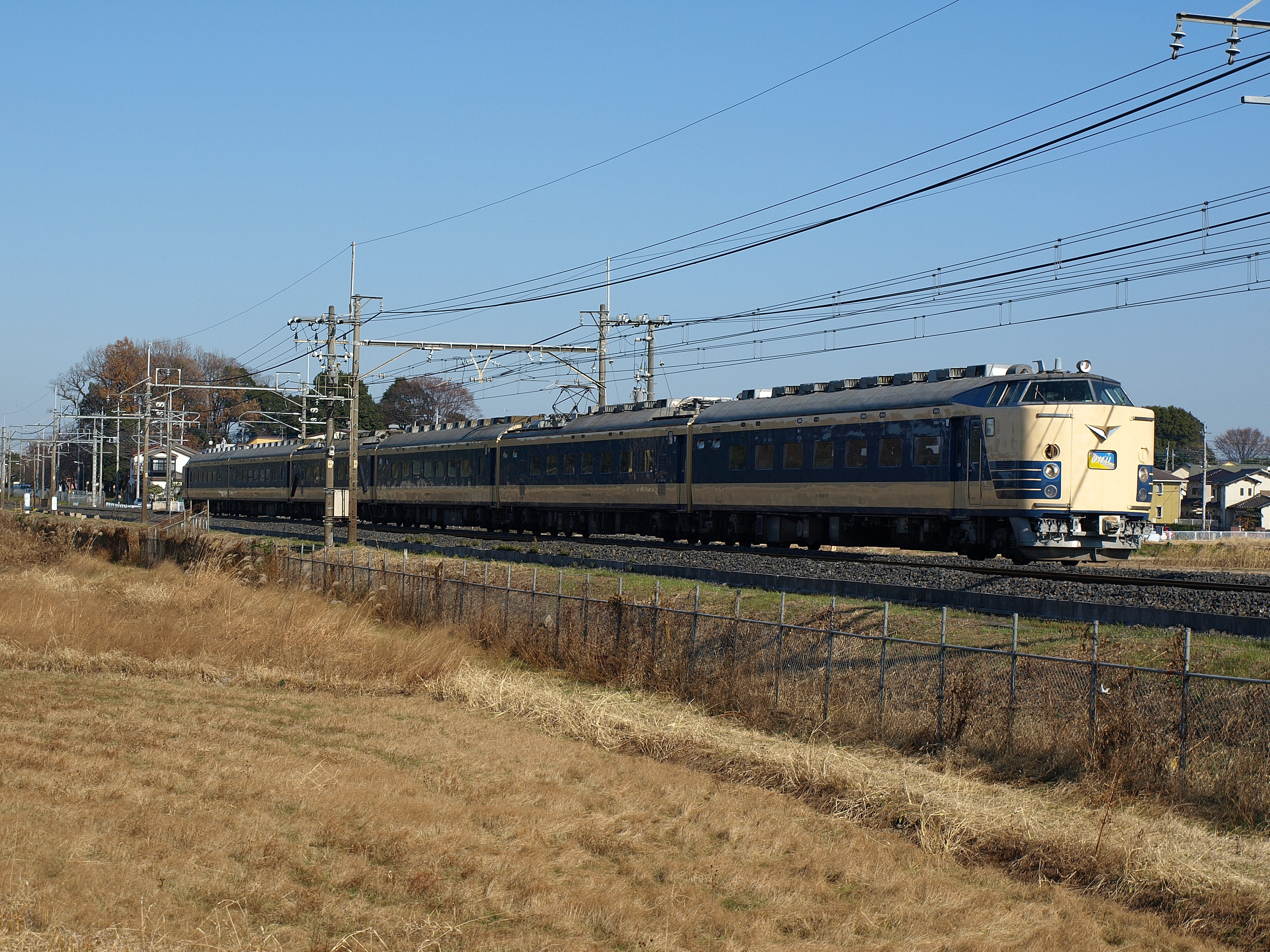
583系「リバイバルひばり」
2007年12月15日

- 2001年8月25日・26日 青森運転所所属の485系8両を使用し「ひばり」が1往復（下り25日、上り26日）復活運転[9]。
- 2002年9月21日・22日 青森運転所所属の583系9両を使用し「ひばり」が1往復（上り21日、下り22日）復活運転[10]。
- 2003年（平成15年）10月13日 仙台電車区所属の583系6両を使用し「ひばり」上り1本を復活運転[注 41]。
- 2007年（平成19年） 仙台車両センター所属の583系を使用し上野 - 仙台間に全車指定席の特急「ひばり」を運転。12月15日に上り（所要時間5時間3分）、翌16日に下り1本（所要時間4時間43分）を以下停車駅運転。
  - 上野駅 - 大宮駅 - 宇都宮駅 - 黒磯駅 - 郡山駅 - 福島駅 - 仙台駅
- 2010年（平成22年）12月11日・12日 新潟車両センター所属の485系K1編成6両を使用し、特急「ひばり」が1往復（下り11日、上り12日）復活運転。
- 2011年（平成23年）8月6日 仙台車両センター所属の485系A1A2編成6両を使用し、特急「ひばり」下り1本を復活運転。
- 2016年（平成28年）6月18日 仙台車両センター所属の485系A1A2編成6両のラストランで、特急「ひばり」が仙台から郡山まで運転。

## 東北諸都市間相互の優等列車
- 1959年2月1日 福島 - 盛岡間準急「やまびこ」を新設。
- 同年12月1日 仙台（陸羽東線経由）・米沢 - 秋田間準急「たざわ」、仙台（陸羽東線経由）・米沢 - 酒田間陸羽西線経由準急「もがみ」を臨時列車として新設[注 42]。
- 1960年6月1日 ダイヤ改正より以下の変更を実施。
  - 「やまびこ」郡山まで運転区間を延長。
  - 仙台 - 盛岡間準急「くりこま」運行開始[注 43]。
- 1961年10月1日 「やまびこ」青森まで運転区間を延長。
- 1962年7月15日 仙台 - 青森間北上線・奥羽本線経由急行「あけぼの」運行開始。
- 1963年10月1日 ダイヤ改正により以下の変更を実施。
  - 「くりこま」2往復増発の3往復運行。
  - 「やまびこ」仙台を境に運行系統を分割。仙台以南を451・453系電車化し、名称を「あぶくま」に変更。運行区間を白河 - 仙台間とする。仙台以北は急行「むつ」に変更。
- 1965年10月1日 「くりこま」1往復廃止で2往復運行。「むつ」は運行区間仙台 - 青森 - 秋田間に延長。
- 1966年3月5日 準急行制度の見直しに伴い100km以上運行の準急列車は急行列車に昇格。これにより「くりこま」「あぶくま」急行列車に昇格。
- 1966年10月1日 「くりこま」1往復廃止で1往復運行。
- 1968年10月1日 白紙ダイヤ改正により以下の変更を実施。
  - 「くりこま」は「むつ」の東北本線部分を吸収。1往復を増発し運行区間を青森まで延長。2往復が仙台 - 青森間の運行となる。
  - 「あぶくま」は郡山以南を普通列車化[注 44]。
  - 「あけぼの」は「きたかみ」に改称。
- 1970年8月2日 - 15日 臨時特急列車「とうほく」が仙台 - 青森間を運行。
  - 当列車は、同月16日より臨時「はつかり」で上野 - 青森間常磐線経由で運行するが、同年の年末・年始運行時には「常磐はつかり」に愛称を変更。
- 1970年10月1日 ダイヤ改正により以下の変更を実施。
  - 「くりこま」1往復の運行区間を盛岡までに短縮し「ひめかみ」に愛称変更。
  - 上野 - 弘前間東北本線・花輪線経由の「みちのく」を仙台 - 秋田間に運転区間を短縮して「よねしろ」に愛称変更[注 45]。
- 1971年3月20日 キハ181系で運行されていた特急「つばさ」の間合い運用として、仙台 - 秋田間北上線経由特急「あおば」を毎日運転の臨時列車として運転開始。
  - 当初は普通車のみの付属編成が投入されたが、同年10月1日からグリーン車・食堂車込みの基本編成に変更。
- 1972年3月15日 ダイヤ改正により以下の変更を実施。
  - 「あおば」定期列車に昇格。
  - 「きたかみ」仙台 - 秋田間1往復を増発し2往復運行。
  - 「ひめかみ」再び「くりこま」に吸収され愛称消滅。457系電車化され2往復に増便。うち1往復は北海道連絡を目的として停車駅を特急並みに少なくしたうえで全車指定席とし、仙台－青森間を4時間台で運転した。
  - 「あぶくま」車両担当を仙台運転所から勝田電車区（現・勝田車両センター）に移管。運行区間を再び白河 - 盛岡間とし「もりおか」と共通運用とする。
- 1975年11月24日 「つばさ」485系電車化に伴い特急「あおば」廃止。急行「きたかみ」に格下げとなり都合3往復運行。
- 1978年10月2日 ダイヤ改正により以下の変更を実施
  - 「くりこま」仙台 - 盛岡間1往復を増発し3往復運行。「いわて」の仙台での系統分割に伴う増発。
- 1982年11月15日 白紙ダイヤ改正により以下の変更を実施。
  - 「くりこま」の盛岡以北を「はつかり」に発展的解消とし、仙台 - 盛岡間の快速列車に格下げ。2往復増発され、5往復となる。
  - 「あぶくま」「きたかみ」廃止。
- 1985年3月14日 快速「くりこま」廃止。

1978年10月改正時の「あぶくま」停車駅※（　）は下りのみ停車
- 白河駅 -（各駅停車）- 郡山駅 - 本宮駅 - 二本松駅 - 松川駅 - 福島駅 - 伊達駅 - 白石駅 - 大河原駅 - 船岡駅 - 岩沼駅 - 仙台駅 - 塩釜駅 - 松島駅 - 小牛田駅 - 瀬峰駅 - 石越駅 - 花泉駅 - 一ノ関駅 - 平泉駅 - 前沢駅 - 水沢駅 - 北上駅 - 花巻駅 -（石鳥谷駅）-（日詰駅）- 盛岡駅

1982年11月改正時の「あぶくま」廃止後、継承された愛称のない快速列車停車駅
- 白河駅 - （各駅停車） - 郡山駅 - 本宮駅 - 二本松駅 - 松川駅 - 福島駅 - 伊達駅 - 白石駅 - 大河原駅 - 船岡駅 - 岩沼駅 - 長町駅 - 仙台駅

1978年10月改正時の「くりこま」停車駅※列車によって停車駅は異なる
- 仙台駅 - 塩釜駅 - 松島駅 - 鹿島台駅 - 小牛田駅 - 瀬峰駅 - 石越駅 - 花泉駅 - 一ノ関駅 - 平泉駅 - 前沢駅 - 水沢駅 - 北上駅 - 花巻駅 - 盛岡駅 - 好摩駅 - 沼宮内駅 - 一戸駅 - 北福岡駅 - 三戸駅 - 八戸駅 - 三沢駅 - 上北町駅 - 野辺地駅 - 浅虫駅 - 青森駅

1982年11月改正時の快速「くりこま」停車駅
- 仙台駅 - 塩釜駅 - 松島駅 - 鹿島台駅 - 小牛田駅 - 田尻駅 - 瀬峰駅 - 新田駅 - 石越駅 - 花泉駅 - 一ノ関駅 - 平泉駅 - 前沢駅 - 水沢駅 -（金ケ崎駅） - 北上駅 - 花巻駅 - （二枚橋駅（現：花巻空港駅）） - （石鳥谷駅） - （日詰駅） - （矢幅駅）-（仙北町駅）- 盛岡駅
  - （）は一部停車。

## 列車愛称の由来
（五十音順）
- 「つばさ」…奥羽本線の発展を担う"翼"という意味から。
- 「はつかり」…東京 - 大阪間ビジネス特急の列車名公募に際し、佳作となった「初雁」（はつかり）から。
- 「ひばり」…鳥のヒバリから。
- 「みちのく」…令制国（いわゆる旧国名）で東北地方をさす陸奥国（みちのくのくに）から。
- 「やまびこ」…自然現象の山彦から。